# Pelomys fallax
Pelomys fallax é uma espécie de roedor da família Muridae.
Pode ser encontrada nos seguintes países: Angola, Burundi, República Democrática do Congo, Quénia, Malawi, Moçambique, Namíbia, Ruanda, Tanzânia, Uganda, Zâmbia e Zimbabwe.
Os seus habitats naturais são: savanas húmidas e pastagens.